# Landeryds socken
Landeryds socken i Östergötland ingick i Hanekinds härad (före 1887 även delar i Bankekinds härad), uppgick 1963 i Linköpings stad och området ingår sedan 1971 i Linköpings kommun och motsvarar från 2016 Landeryds distrikt.
Socknens areal är 31,50 kvadratkilometer varav 30,59 land. År 2000 fanns här 14 363 invånare. En del av Linköping samt kyrkbyn Landeryd med sockenkyrkan Landeryds kyrka ligger i socknen.

## Administrativ historik
Landeryds socken har medeltida ursprung. 
Före 1887 hörde 18 kvadratkilometer av socknen till Bankekinds härad. Den hörde därefter helt till Hanekinds härad. År 1887 överfördes Svistad och Månestad från Vårdsbergs socken till Landeryds socken. Samtidigt överfördes Rogestad och Vång från Landeryds socken till Vårdsbergs socken.
Vid kommunreformen 1862 övergick socknens ansvar för de kyrkliga frågorna till Landeryds församling och för de borgerliga frågorna till Landeryds landskommun. Landskommunen inkorporerades 1963 i Linköpings stad och ingår sedan 1971 i Linköpings kommun. År 1977 överfördes kvarteren Rotborsten, Rotfrukten och Rottråden inom stadsdelen Vidingsjö till Linköpings Berga församling.
1 januari 2016 inrättades distriktet Landeryd, med samma omfattning som församlingen hade 1999/2000.  
Socknen har tillhört samma fögderier och domsagor som Hanekinds härad. De indelta soldaterna tillhörde Första livgrenadjärregementet, Stångebro kompani och Andra livgrenadjärregementet, Linköpings kompani.

## Geografi
Landeryds socken ligger sydost om Linköping kring Stångån och Kinda kanal och med sjön Ärlången i sydost. Socknen är en slättbygd med skog i öster och sydväst.
Landeryds socken omfattar följande byar och gårdar: Ullstämma, Harvestad med Nybro, Bogestad, Edsberga, Hackefors med Stubbetorp, Skonberga, Sviestad, Månestad, Hageby prästgård, Landeryds kyrkby, Slattefors, Trädgårdstorp, Lund, Åhagen, Sörby, Ekholmen med Kvinneby, Möjetorp och Hjulsbro.
Landeryds församling är något större än den gamla sockengränsen och omfattar följande bostadsområden i Linköping: Ekholmen, Åleryd, Blästad, Kvinneby, Hjulsbro, Möjetorp, Holmen, Ullstämma, Hackefors, Skonberga och Vårgård.
Inom socknen ligger Landeryds hembygdspark.
Sex skolor finns inom Landeryds socken: Hjulsbroskolan, Kvinnebyskolan, Ekholmsskolan, Fredriksbergsskolan, Harvestadsskolan och Blästadskolan. Före 1960 fanns enbart Kyrkskolan, Hagebyskolan, Ullstämmaskolan och Åhagens småskola.
Eklandskapet söder om Linköping sträcker sig upp till Landeryd socken. Hagar med gamla ekar finns bland annat kring Slattefors.

## Fornlämningar

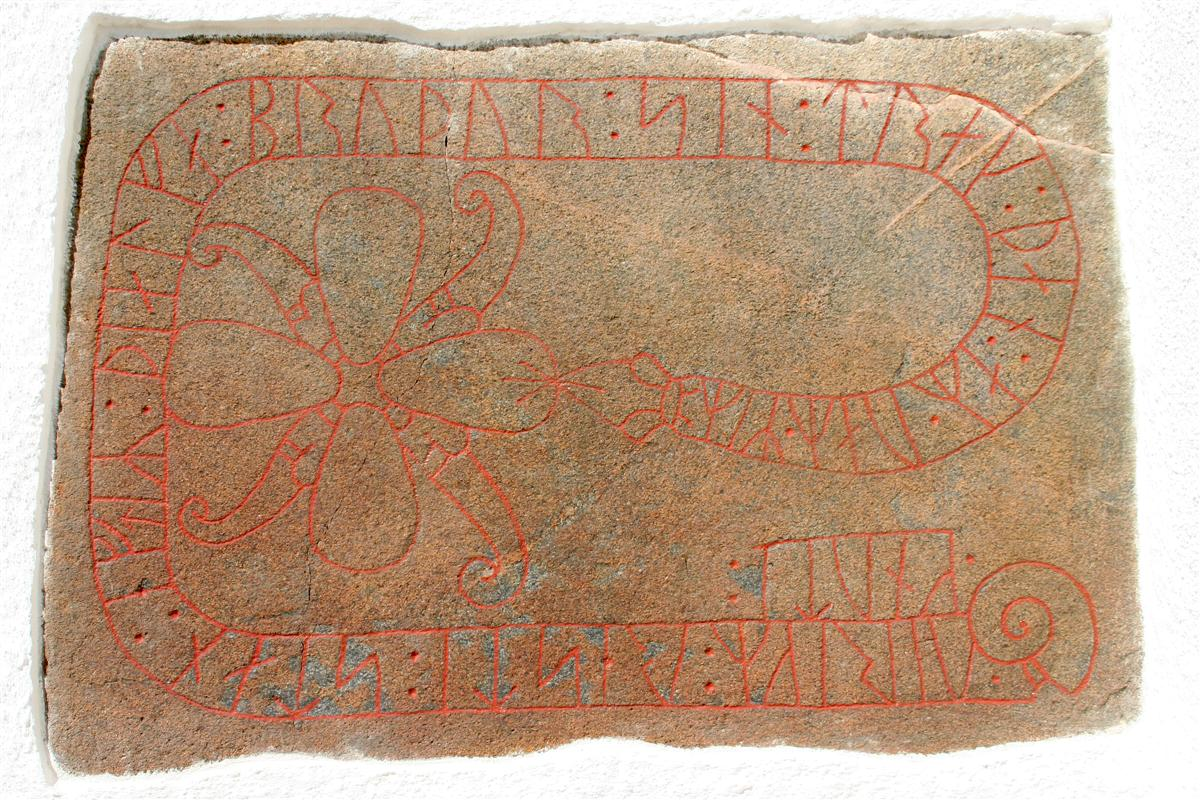
Östergötlands runinskrifter 111 vid kyrkan.

Kända från socknen är gravrösen och skärvstenshögar från bronsåldern samt 40 gravfält och 13,5 kilometer stensträngar från järnåldern. Två runristningar är kända, en nu borta.

## Namnet
Namnet (1312 Lamnärö) kommer från kyrkbyn. Förleden är oklar, efterleden är rör, 'stenröse' som senare omvandlats till det vanligare ryd.

### Fotnoter
1. 1 2  Svensk Uppslagsbok andra upplagan 1947–1955: Landeryd socken
2. 1 2  Harlén, Hans; Harlén Eivy (2003). Sverige från A till Ö: geografisk-historisk uppslagsbok. Stockholm: Kommentus. Libris 9337075. ISBN 91-7345-139-8
3. ↑  Landeryds socken i Nordisk familjebok (första upplagan, 1885)
4. ↑  Administrativ historik för Landeryd socken (Klicka på församlingsposten). Källa: Nationella arkivdatabasen, Riksarkivet.
5. 1 2  Sjögren, Otto (1931). Sverige geografisk beskrivning del 2 Östergötlands, Jönköpings, Kronobergs, Kalmar och Gotlands län. Stockholm: Wahlström & Widstrand. Libris 9939
6. 1 2  Nationalencyklopedin
7. ↑  Fornlämningar, Statens historiska museum: Landeryds socken
8. ↑  Fornminnesregistret, Riksantikvarieämbetet: Landeryds socken Fornminnen i socknen erhålls på kartan genom att skriva in sockennamn (utan "socken") i "Ange geografiskt område"
9. ↑  Mats Wahlberg, red (2003). Svenskt ortnamnslexikon. Uppsala: Institutet för språk och folkminnen. Libris 8998039. ISBN 91-7229-020-X. https://isof.diva-portal.org/smash/get/diva2:1175717/FULLTEXT02.pdf